# Biały Potok (dopływ Łomnicy)
Biały Potok – potok górski znajdujący się w Sudetach Zachodnich, w Karkonoszach, w woj. dolnośląskim.

## Przebieg i opis
Górski potok o długości około 0,6 km, należący do zlewiska Morza Bałtyckiego, lewy dopływ Łomnicy, położony w całości na terenie Karkonoskiego Parku Narodowego. Źródła potoku położone są na wysokości około 1225 m n.p.m., na zachodnim zboczu Kotła Wielkiego Stawu. Potok w górnym biegu przepływa przez Wielki Staw. Po wypłynięciu z niego potok płynie rozległym, łagodnie opadającym zboczem, porośniętym w górnej części kosodrzewiną, a niżej lasem regla górnego ku wschodowi, w kierunku Łomnicy, do której wpada na wysokości ok. 1085 m n.p.m. Zasadniczy kierunek biegu potoku jest północno-wschodni. Jest to potok górski odprowadzający wody z Wielkiego Stawu. Potok jest dziki, nieregulowany, o wartkim prądzie w okresach wzmożonych opadów i wiosennych roztopów.

## Szlaki turystyczne
W dolnym biegu, tuż powyżej ujścia potok przecina szlak turystyczny:
- niebieski - prowadzący z Karpacza przez Polanę, Schronisko „Samotnię” na Śnieżkę.